# Тетранейтрон
Тетранейтрон — гіпотетичне стабільне скупчення чотирьох нейтронів . Існування цього скупчення частинок не підтверджується сучасними моделями ядерних сил. Існують деякі емпіричні дані, які свідчать про існування цієї частинки, засновані на експерименті 2001 року, проведеному Франциско-Мігелем Маркесом і його співробітниками на прискорювачі GANIL, в Кані, використовуючи новий метод виявлення під час спостережень за розпадом ядер берилію і літію. Однак подальші спроби повторити це спостереження зазнали невдачі.
Подальша робота у 2019 році передбачає потенційно спостережувані наслідки в корі нейтронних зір, якщо тетранейтрон існує.

## Експеримент Маркеса
Як і в багатьох експериментах з прискорювачем частинок, команда Маркеса обстрілювала атомними ядрами вуглецеві мішені і спостерігала «розбризкування» частинок в результаті зіткнень. У цьому випадку експеримент включав опромінення ядрами берилію-14, берилію-15 і літію-11 невеликої вуглецевої мішені, найуспішнішим був берилій-14. Цей ізотоп берилію має ядерне гало, яке складається з чотирьох кластеризованих нейтронів; це дозволяє легко відокремити їх в цілості під час швидкісного зіткнення з вуглецевою мішенню. Сучасні моделі ядра припускають, що при утворенні берилію-10 повинні виникнути чотири окремих нейтрони, але єдиний сигнал, виявлений при утворенні берилію-10, припускає наявність багатонейтронного кластера в продуктах розпаду; швидше за все, ядро берилію-10 і чотири нейтрони злилися разом у тетранейтрон.

## Після експерименту Маркеса
Пізніший аналіз методу виявлення, використаного в експерименті Маркеса, показав, що принаймні частина початкового аналізу була помилковою, а спроби відтворити ці спостереження різними методами не виявили жодних нейтронних кластерів. Однак, якби існування стабільних тетранейтронів коли-небудь було незалежно підтверджено, до поточних ядерних моделей потрібно було б внести значні корективи. Бертулані і Зелевінський припустили, що, якби він існував, тетранейтрон міг би бути утворений зв'язаним станом двох дінейтронних систем. Однак спроби змоделювати взаємодії, які могли б призвести до мультинейтронних кластерів, зазнали невдачі,, і «не здається можливим змінити сучасні ядерні гамільтоніани на зв'язування тетранейтрона, не руйнуючи багато інших успішних прогнозів цих гамільтоніанів. Це означає, що, якщо нещодавнє експериментальне твердження про зв'язаний тетранейтрон буде підтверджено, наше розуміння ядерних сил доведеться суттєво змінити» .
У 2016 році дослідники з RIKEN у Вако, Японія, виявили докази того, що тетранейтрон короткочасно існує у вигляді резонансу. Вони випустили пучок багатих нейтронами ядер гелію-8 (два протони і шість нейтронів) на рідку мішень, що складається з гелію-4 (два протони і два нейтрони). Іноді в результаті реакції утворюються ядра берилію-8 з чотирма протонами і чотирма нейтронами, залишаючи чотири нейтрони неврахованими. Якщо ядро з чотирма нейтронами і виникло, воно існувало приблизно 10−21 секунду, перш ніж розпатися на інші частинки. Експеримент 2022 року, також у RIKEN, направив промінь гелію-8 на багату протонами мішень, також знайшовши докази резонансу з часом життя приблизно 4×10−22 с.
У 2021 році, з іншого боку, команда з Технічного університету Мюнхена бомбардувала літієм-7 мішень з літію-7 і знайшла попередні докази зв'язаного стану чотирьох нейтронів з розрахунковим часом життя в кілька хвилин, подібним до вільний нейтрон.
У 2022 році команда фізиків, яка виконувала експерименти на прискорювачі SAMURAI (RIKEN), повідомила про спостереження корельованої чотиринейтронної системи. У ході експерименту обстрілювали ядрами гелію-8 протонну мішень. Час життя тетранейтрона оцінювався у (3,8 ± 0,8) × 10⁻²² с.